# Rallye Monte-Carlo 1973
Le Rallye Monte-Carlo 1973 (42e Rallye Monte-Carlo), disputé du 19 au 26 janvier 1973, est la première manche du championnat du monde des rallyes 1973. C'est la toute première épreuve du championnat du monde des rallyes (WRC), inauguré en 1973.

## Contexte avant la course

### Le championnat du monde
1973 est une date clef dans le monde du rallye, la FIA organisant pour la première fois un championnat du monde officiellement dénommé « Championnat mondial des rallyes pour marques », remplaçant le Championnat international des rallyes pour marques créé en 1968, rebaptisé « Championnat international des marques » deux ans plus tard. Le championnat est réservé aux catégories suivantes :
- Groupe 1 : voitures de tourisme de série
- Groupe 2 : voitures de tourisme spéciales
- Groupe 3 : voitures de grand tourisme de série
- Groupe 4 : voitures de grand tourisme spéciales

Le rallye Monte-Carlo est la première des treize épreuves internationales du calendrier 1973.

### L'épreuve
La première édition du Rallye Monte-Carlo eut lieu en 1911, sur une idée d'un huissier de justice monégasque de créer une grande concentration touristique hivernale ralliant des automobilistes partis de différentes villes européennes devant le casino de Monaco. Tout d'abord épreuve de régularité, la course sera dès sa troisième édition en 1924 enrichie d'épreuves sélectives pour départager les ex æquo et dès 1929 la vitesse prendra une place prépondérante pour désigner le vainqueur. Progressivement, les moyennes imposées vont devenir de plus en plus difficiles à réaliser, avant que le classement général scratch ne soit introduit en 1968, le classement s'effectuant dès lors sur la base des tronçons chronométrés.
Traditionnellement disputé en janvier, le Monte-Carlo ouvre la saison des rallyes et fait généralement la part belle aux routes enneigées ou verglacées des Alpes françaises ou du Massif Central.

## Le parcours
- départ : 19 janvier 1973 (choix entre neuf villes de départ)
- arrivée : 26 janvier 1973 à Monaco
- distance : de 4 788 km à 5 060 km dont 420 km sur seize épreuves spéciales (18 épreuves initialement prévues, pour un total de 456,5 km chronométrés)
- surface : asphalte (conditions hivernales)
- Parcours divisé en trois étapes : parcours de concentration, parcours commun et épreuve complémentaire[3]

### Parcours de concentration
- Neuf parcours possibles (de 2463 à 2735 km[4]), du 19 au 21 janvier :

1. Itinéraire d'Almería : Almería - Tolède - Madrid - Perpignan - Alès - Digne - Monaco
2. Itinéraire de Monte-Carlo : Monaco - Gap - Alès - Toulouse - Bayonne - Limoges - Clermont-Ferrand - Le Puy - Digne - Monaco
3. Itinéraire de Reims : Reims - Metz - Arras - Angers - Limoges - Clermont-Ferrand - Le Puy - Digne - Monaco
4. Itinéraire de Francfort : Hanau - Metz - Arras - Angers - Limoges - Clermont-Ferrand - Le Puy - Digne - Monaco
5. Itinéraire de Glasgow : Glasgow - Douvres - Dunkerque - Alençon - Angers - Limoges - Clermont-Ferrand - Le Puy - Digne - Monaco
6. Itinéraire d'Athènes : Athènes - Larissa - Belgrade - Trieste - Padoue - Cuneo - Digne - Monaco
7. Itinéraire de Varsovie : Varsovie - Brno - Vienne - Trieste - Padoue - Cuneo - Digne - Monaco
8. Itinéraire de Rome : Rome - Pescara - Foggia - Velletri - Padoue - Cuneo - Digne - Monaco
9. Itinéraire d'Oslo : Oslo - Göteborg - Flensbourg - Hanovre - Innsbruck - Trente- Cuneo - Digne - Monaco

- Une épreuve spéciale, 17 km

### Parcours commun
- Monaco - Vals-les-Bains - Uriage - Monaco, 1 653 km, du 23 au 24 janvier
- Huit épreuves spéciales, 250 km (10 épreuves initialement prévues, pour un total de 286,5 km)

### Épreuves complémentaires
- Monaco - Monaco, 672 km, du 25 au 26 janvier
- Sept épreuves spéciales, 153 km

## Les forces en présence

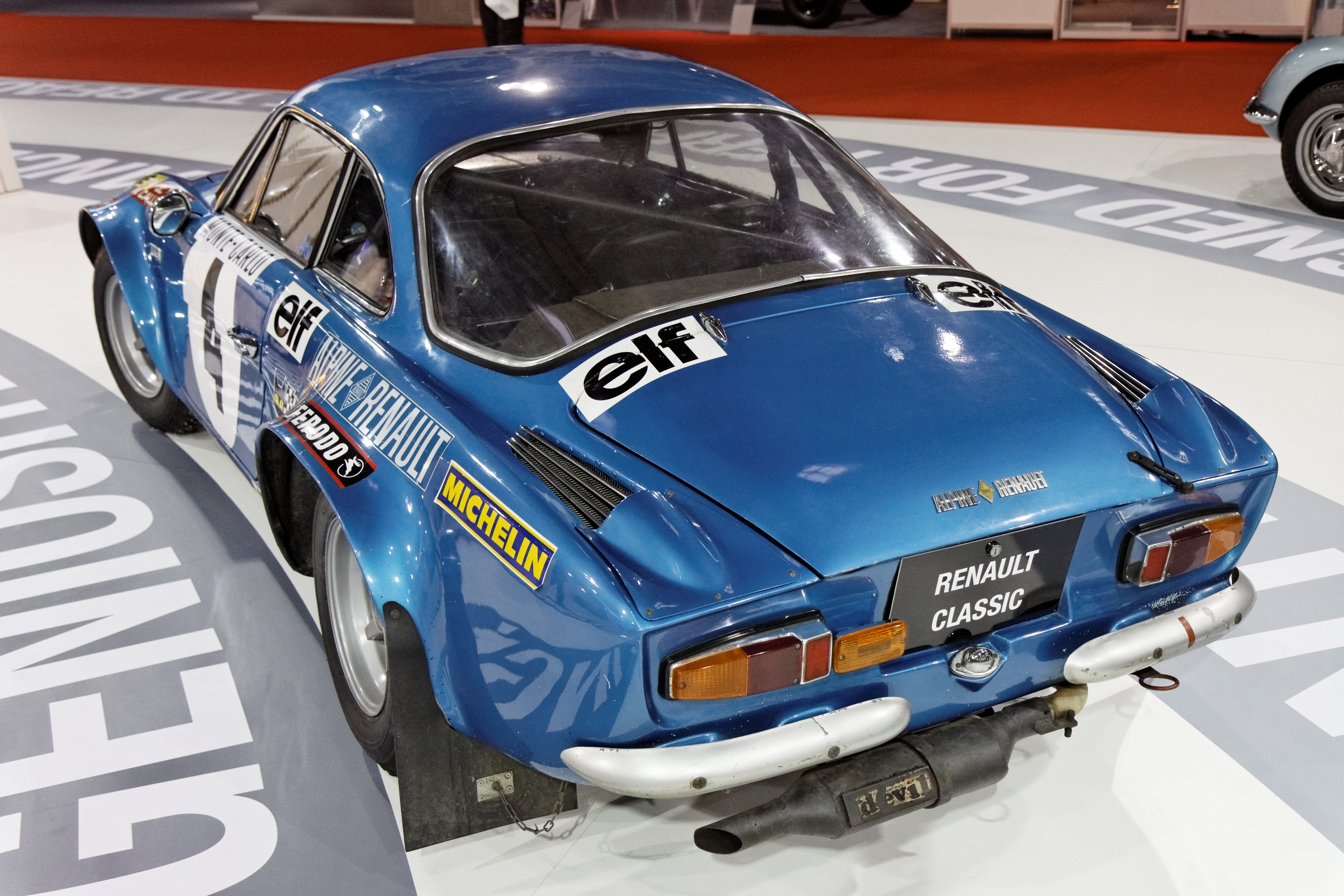
Les Alpine A110 Groupe 4 sont les favorites de la course

321 équipages étaient inscrits pour l'épreuve, de nombreux forfaits ont ramené le nombre de participants à 278, dont une large majorité de pilotes et copilotes amateurs. Cinq équipes officielles se disputent la victoire absolue, alors qu'Opel et Renault visent surtout un résultat en Groupe 2 :
- Alpine-Renault

L'usine a engagé cinq berlinettes A110 Groupe 4 (1 800 cm3, 172 ch, 710 kg). Disposant d'un excellent rapport poids/puissance (4,1 kg/ch), l'agile berlinette est la monture idéale pour le Monte-Carlo. Elle s'y est imposée en 1971, et les problèmes de boîte de vitesses qui l'ont privée de la victoire en 1972 ont été désormais corrigés. Les voitures officielles, équipées de pneus Michelin, sont aux mains de Bernard Darniche (copilote Alain Mahé), Jean-Luc Thérier (copilote Marcel Callewaert), Ove Andersson (le vainqueur 1971 est cette fois navigué par Jean Todt), Jean-Claude Andruet (copilote « Biche ») et Jean-Pierre Nicolas (copilote Michel Vial). Porteur du numéro un, Darniche sera le premier à s'élancer lors du parcours commun et de l'épreuve complémentaire, ce qui peut se révéler un handicap sur les tronçons fortement enneigés. Andruet dispute sa dernière course pour la marque, avant son passage chez Lancia en rallye et chez Abarth en circuit. C'est également le cas d'Andersson, futur pilote Toyota.
Aux côtés des voitures d'usine, qui partiront de Monaco, nombreux sont les pilotes privés courant sur berlinette. Parmi les plus notoires, Jean-François Piot (engagement semi-officiel), Pat Moss-Carlsson (qui vise la coupe des dames), Bob Wollek, Claude Ballot-Léna en Groupe 4, Jacques Henry, Christine Dacremont, Marianne Hoepfner en Groupe 3.
- Fiat

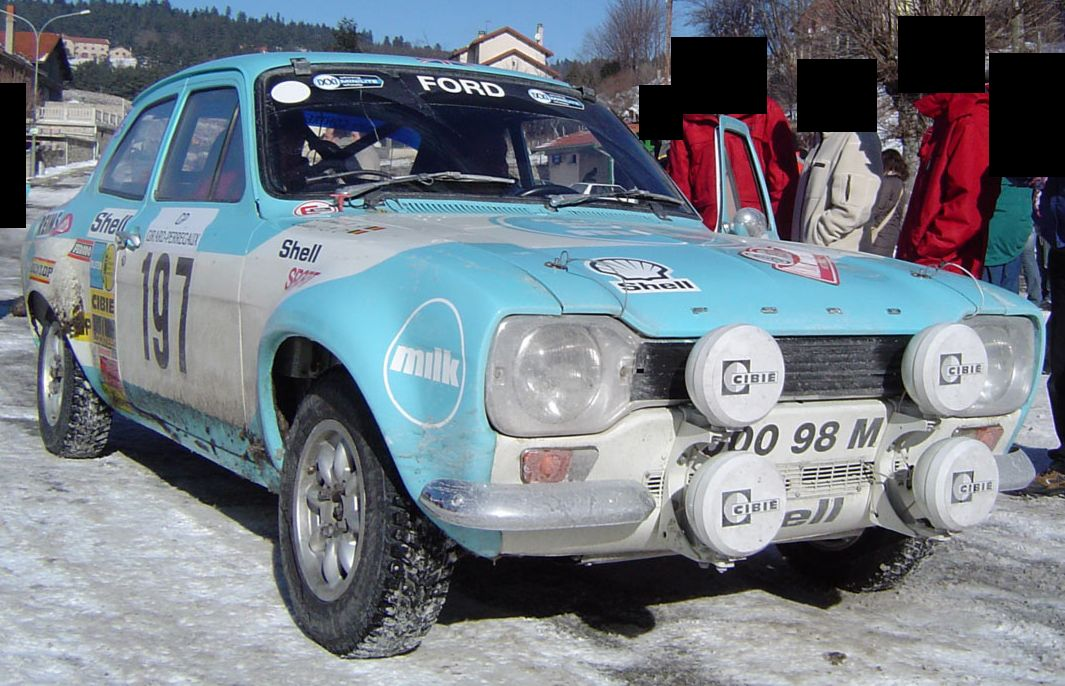
Les Escort RS Groupe 2 font partie des voitures les plus puissantes de l'épreuve

L'équipe officielle Fiat aligne quatre spiders 124 rallye Groupe 4 (1 750 cm3, 168 ch, 960 kg) pour les équipages Björn Waldegård - Hans Thorszelius, Raffaele Pinto - Arnaldo Bernacchini, Alcide Paganelli - « Ninni » Russo et Sergio Barbasio - Gino Macaluso. Pour 1973, les voitures disposent d'une suspension à quatre roues indépendantes. Moins performantes que les Alpine sur asphalte, elles peuvent s'avérer redoutables sur route enneigée. Équipées de pneus Pirelli, les 124 prendront le départ de Rome. Vainqueur de l'épreuve en 1969 et 1970 sur Porsche, Waldegård dispute ici sa première course pour Fiat.
- Ford

Ford Grande-Bretagne aligne trois Escort RS1600, largement favorites en Groupe 2. Ces voitures qui se sont récemment imposées au Safari et au RAC visent également la victoire au classement général, en particulier celles de Timo Mäkinen - Henry Liddon et d'Hannu Mikkola - Jim Porter qui disposent de la version deux litres (240 ch, 800 kg). Chris Slater, navigué par John Davenport, dispose de l'ancienne version (1 800 cm3, 200 ch). Les Escort sont chaussées de pneus Dunlop. Mikkola et Slater s'élanceront de Glasgow, Mäkinen de Francfort.
- Lancia

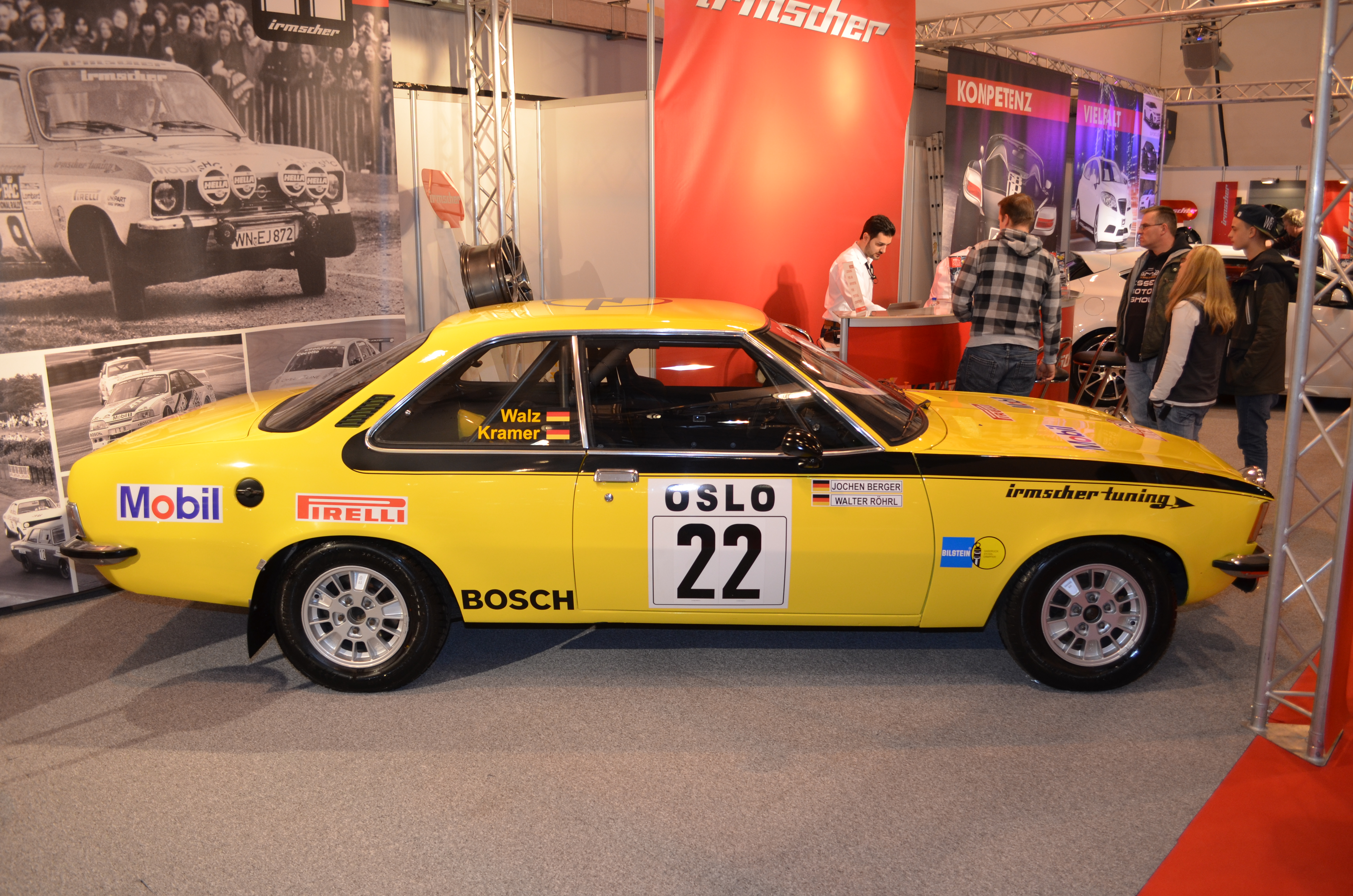
L'Opel Commodore groupe 2 de Walter Röhrl

Avec le développement de la Lancia Stratos dont la version Groupe 4 est prévue pour 1974, la Scuderia Lancia a réduit ses participations 1973 à quelques épreuves. Le Monte-Carlo est toutefois au programme, et l'usine a engagé quatre Fulvia HF Groupe 4 (1 600 cm3, 160 ch, 870 kg), un modèle en fin de carrière mais toujours très efficace dans la neige. Vainqueur en 1972, Sandro Munari (navigué par Mario Mannucci) est le fer de lance de l'équipe. Les trois autres voitures sont confiées aux équipages Simo Lampinen - Piero Sodano, Harry Källström - Claes Billstam et Amilcare Ballestrieri - Silvio Maiga. Tout comme les Fiat, les Lancia sont équipées de pneus Pirelli et partiront de Rome.
- Datsun

Deux puissantes Datsun 240 Z Groupe 4 (2 400 cm3, 230 ch, 1 050 kg) ont été engagées par Nissan Motors. Très robustes, ces voitures sont très adaptées aux difficiles épreuves sur terre telles le Safari (elles y ont réalisé le doublé en 1971), mais beaucoup moins à l'aise sur asphalte ou neige. Les deux équipages officiels sont Rauno Aaltonen - Paul Easter et Tony Fall - Mike Wood. Les Datsun sont chaussées de pneus Dunlop et partiront de Monaco.
- Opel

Une Commodore GS/E Groupe 2, soutenue par l'usine, est confiée à l'équipage Walter Röhrl - Jochen Berger. Opel Suède a engagé deux Ascona Groupe 2 (1 900 cm3, 190 ch), à boîte de vitesses automatique, pour Lillebror Nasenius - Björn Cederberg et Anders Kulläng - Claes-Göran Andersson, qui partiront de Francfort. Henry Greder, navigué par Henri Duclos, s'aligne au volant d'une Ascona SR Groupe 1 et engage également une Ascona Groupe 2 pour Marie-Claude Beaumont - Christine Giganot, ces deux voitures partant de Reims.
- Renault

Deux Renault 12 Gordini Groupe 2 officielles (1 600 cm3, 160 ch, 800 kg) sont au départ de Monaco. Elles sont confiées aux équipages Jean Ragnotti - Jacques Jaubert et Patrick Tambay - Gérard Marion. Il s'agit de la première participation à un rallye international pour Tambay.

## Déroulement de la course

### Du 19 au 21 janvier: parcours de concentration

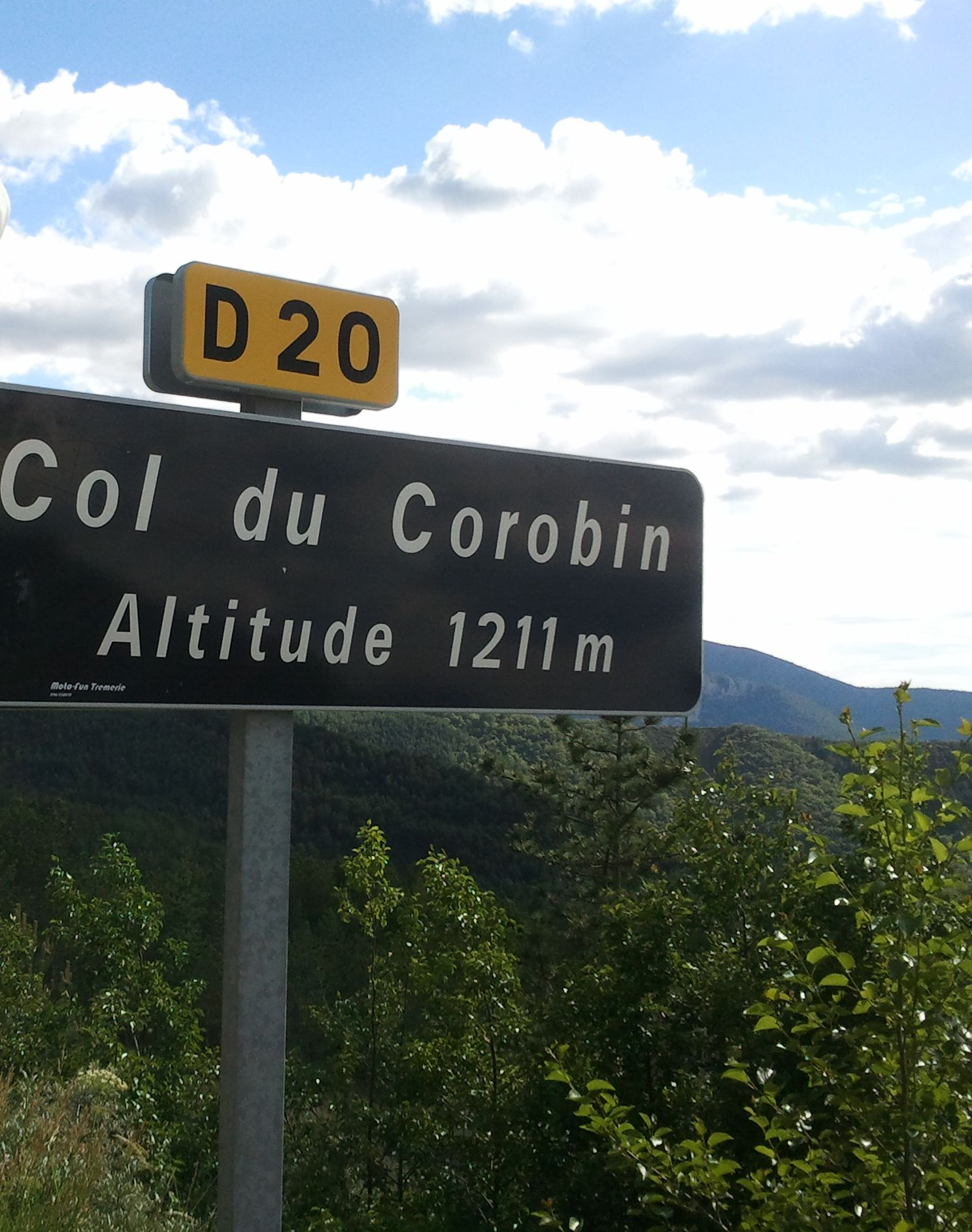
La spéciale du Corobin, à quelques kilomètres de Digne, est le seul secteur chronométré du parcours de concentration.

278 équipages prennent le départ de la course le vendredi 19 janvier, de neuf villes européennes différentes. Rome (69 concurrents) et Monaco (51) sont les plus prisées, contrairement à Athènes et Glasgow qui accueillent respectivement six et douze voitures. Chacun des itinéraires du parcours de concentration est long d'environ 2 500 kilomètres, sans difficulté majeure. Cinq équipages vont toutefois être mis hors course pour franchissement de ligne continue ou non-respect d'un stop ! Un seul abandon de marque, celui de Marie-Claude Beaumont (Opel Ascona Groupe 2), qui a dû renoncer 200 kilomètres après son départ de Reims pour un problème de pompe à eau.
À la fin du parcours, peu avant Digne, tous les concurrents se regroupent avant de disputer les 17 kilomètres de la première épreuve spéciale : le col du Corobin. Les premiers équipages trouvent une route légèrement verglacée et quelques flocons de neige, et doivent utiliser des pneus cloutés. Jean-Claude Andruet se montre alors le plus rapide de l'équipe Alpine. Une à deux heures plus tard, l'eau a remplacé le verglas sur de nombreuses portions et un cloutage beaucoup plus léger est adopté. Pouvant utiliser toute leur puissance, les Ford Escort d'Hannu Mikkola et de Timo Mäkinen réalisent les meilleures performances. Parti une heure plus tard, Sandro Munari (Lancia Fulvia), malgré une route un peu plus glissante, parvient à égaler le temps de Mikkola, les deux hommes prenant la tête du rallye huit secondes devant Mäkinen. Les équipages rejoignent Monaco sans encombre et vont bénéficier d'une journée de repos.
| Pos. | Pilote                | Copilote          | Voiture                | Temps       | Écart  | Groupe |
| ---- | --------------------- | ----------------- | ---------------------- | ----------- | ------ | ------ |
| 1    | Sandro Munari         | Mario Mannucci    | Lancia Fulvia coupé HF | 13 min 29 s |        | 4      |
| 1    | Hannu Mikkola         | Jim Porter        | Ford Escort RS1600     | 13 min 29 s |        | 2      |
| 3    | Timo Mäkinen          | Henry Liddon      | Ford Escort RS1600     | 13 min 37 s | + 8 s  | 2      |
| 4    | Simo Lampinen         | Piero Sodano      | Lancia Fulvia coupé HF | 13 min 57 s | + 28 s | 4      |
| 5    | Björn Waldegård       | Hans Thorszelius  | Fiat 124 Rallye 1800   | 14 min 00 s | + 31 s | 4      |
| 6    | Jean-Claude Andruet   | « Biche »         | Alpine A110 1800       | 14 min 02 s | + 33 s | 4      |
| 7    | Amilcare Ballestrieri | Silvio Maiga      | Lancia Fulvia coupé HF | 14 min 06 s | + 37 s | 4      |
| 8    | Jean-Luc Thérier      | Marcel Callewaert | Alpine A110 1800       | 14 min 07 s | + 38 s | 4      |
| 8    | Harry Källström       | Claes Billstam    | Lancia Fulvia coupé HF | 14 min 07 s | + 38 s | 4      |
| 10   | Jean-François Piot    | Jean-Louis Marnat | Alpine A110 1800       | 14 min 08 s | + 39 s | 4      |

### Du 23 au 24 janvier: parcours commun
Les concurrents s'élancent de Monaco le jeudi matin, pour affronter les 1 500 kilomètres du parcours commun. La première spéciale du jour (Pont des Miolans), longue de 25 kilomètres, est enneigée et tout le monde adopte les pneus à fort cloutage. Les Alpine dominent, Jean-Luc Thérier et Jean-Claude Andruet réalisant le même temps douze secondes devant leur coéquipier Ove Andersson. Hannu Mikkola, qui avec son Escort a égalé le temps d'Andersson, conserve la tête du rallye, avec 21 secondes d'avance sur la Lancia de Sandro Munari. Les Fiat ont perdu du temps à cause d'un mauvais choix de pneus, Björn Waldegård chutant à la treizième place avec plus d'une minute et demie de retard tandis que son coéquipier Paganelli doit abandonner (boîte bloquée). La spéciale suivante est le col de Perty (20 kilomètres), où la montée est enneigée, un handicap pour les premiers équipages (les départs sont donnés dans l'ordre des numéros de course), qui vont devoir faire la trace. Mikkola en profite : meilleur temps, il conforte son avance sur Munari, désormais à 38 secondes. Outre Bernard Darniche dont l'Alpine porte le numéro 1, Mäkinen, Waldegård et Thérier ont perdu du temps à ouvrir la route dans la montée du col.
La troisième spéciale de la journée est Burzet, en Ardèche, longue de 45 kilomètres, que les concurrents abordent à la tombée de la nuit. La burle a créé d'énormes congères sur le plateau, et la fraiseuse doit dégager la route. Une nouvelle fois le premier à s'élancer, Darniche, copiloté par Alain Mahé, est en difficulté dans la neige fraîche. À plusieurs reprises, il percute les congères et va perdre énormément de temps à se dégager. La Fiat de Waldegård-Thorszelius les rejoint alors, et l'équipage suédois va aider les Français à reprendre la route. Waldegård se propose pour ouvrir la route, sa Fiat plus lourde, franchissant plus facilement les congères. Il repart derrière Mäkinen qui vient de passer, mais à vouloir le rattraper il sort, plonge dans un trou et doit abandonner. Darniche, maintenant en seconde position sur la route, parvient à terminer la spéciale, mais il a perdu dix minutes et tout espoir de bien figurer. Les suivants parcourent la spéciale sans encombre, dans les traces, à l'exception de Simo Lampinen (Lancia) qui doit renoncer, moteur cassé. Mais alors qu'environ la moitié des concurrents est passée, la Ford Capri d'un concurrent sort assez violemment. Le copilote est blessé et l'épreuve est interrompue pour laisser place aux secours. Le vent continuant à souffler, les congères se reforment et la spéciale devient à nouveau impraticable pour les voitures de rallye, d'autant que des spectateurs impatients ont repris leurs voitures, rendant la situation inextricable. 144 concurrents (tous amateurs) se retrouvent bloqués à Burzet, et après plusieurs heures les organisateurs décident de les exclure de la course ! Malgré les raisons avancées (la surveillance ne pouvant plus être assurée passé un certain délai), la décision est très contestée, et une bonne partie des exclus décide d'aller manifester et de bloquer la route du rallye à l'entrée de Digne.

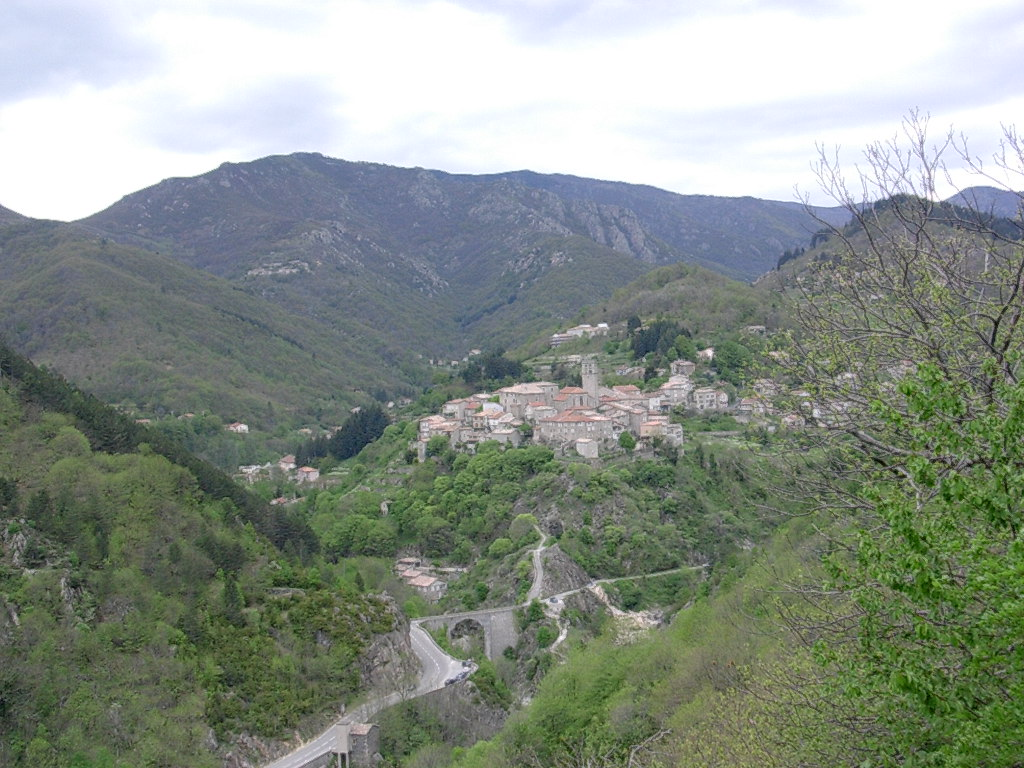
Antraigues-sur-Volane, terme de la célèbre spéciale Le Moulinon - Antraigues.

Mikkola, qui a concédé près de deux minutes dans Burzet, tombe à la cinquième place. C'est désormais l'Alpine d'Andruet, auteur du meilleur chrono, qui mène la danse, treize secondes devant Munari (le classement provisoire donne alors l'Italien en tête, à la suite d'une erreur de communication du temps d'Andruet, erreur qui sera rectifiée quelques heures plus tard). Hormis Darniche, les pilotes d'Alpine sont en bonne position, Thérier et Andersson sont remontés aux troisième et quatrième places, alors que Jean-Pierre Nicolas, sixième, n'est plus très loin de Mikkola. La spéciale suivante (Le Moulinon - Antraigues, 38 kilomètres) se déroulant sur route sèche, les concurrents adoptent les pneus Racing. Darniche réalise le meilleur chrono, vingt secondes devant Andruet qui est sorti sur de la neige jetée par des spectateurs. Sur le sec, les Alpine se montrent irrésistibles et obtiennent les six meilleurs temps, alors que les Escort, qui disposent de 240 chevaux, déçoivent, devancées par la Lancia Fulvia (160 chevaux) de Munari. Au classement général, trois Alpine sont en tête, Andruet (qui compte près d'une minute d'avance), Andersson et Thérier devançant Munari.
La neige est à nouveau présente pour la spéciale de Saint-Bonnet-le-Froid (20 kilomètres), où les pneus à clous sont de rigueur. Sur ce tronçon rapide (la moyenne est de 80 km/h malgré l'adhérence précaire), Munari se montre très à l'aise et réalise le meilleur temps juste devant Nicolas et Mäkinen. Se croyant deuxième (il ignore alors son temps réel dans Burzet), Andruet attaque un peu trop fort et va au fossé. Il perd près d'une minute sur ses principaux rivaux, et conserve de peu la tête de la course. Si le haut du classement demeure inchangé, les quatre premiers se tiennent désormais en quinze secondes.

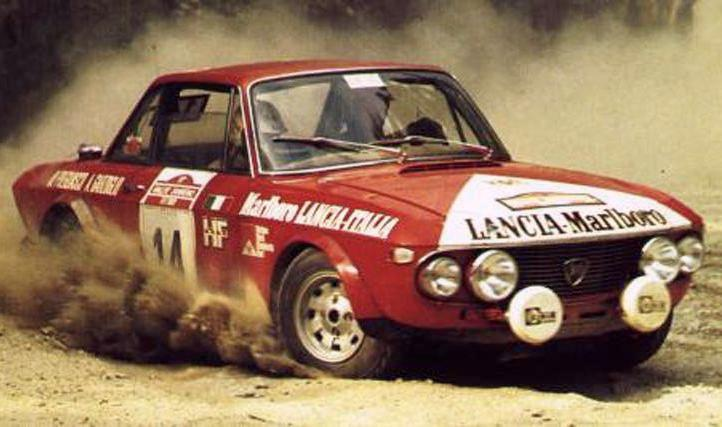
Coup dur pour la Scuderia Lancia qui perd deux voitures dans l'épreuve de Saint Barthélémy, avec les abandons de Munari et de Ballestrieri.

Les spéciales de Saint-Jean-en-Royans et Saint-Barthélémy, courues de nuit, sont également enneigées. Dans la première, dominée par Andruet, Munari réalise le deuxième temps et remonte à la seconde place au général. Mais dans la suivante, il sort de la route et abandonne. Les Alpine ont désormais le champ libre, occupant les quatre premières places. Au prix d'une belle attaque, Andruet s'est construit une avance de près d'une minute et demie sur Andersson, deux minutes et demie sur Nicolas et plus de trois minutes sur Thérier. Les Escort de Mikkola et Mäkinen, cinquièmes et sixième, comptent alors quatre minutes de retard. On note l'abandon de la seconde Lancia, pilotée par Amilcare Ballestrieri, alors neuvième, qui a cassé un arbre de roue.
La spéciale suivante (Chorges - Savines), disputée au petit matin, est remportée par Darniche, qui remonte à la treizième place. Mikkola a repris la quatrième place à Thérier, ce dernier ayant écopé d'une minute de pénalisation. Il reste encore deux épreuves chronométrées à disputer, mais lorsque les premières voitures arrivent à Digne, elles sont bloquées par les exclus du Burzet, qui manifestent leur colère en bloquant la route. Les organisateurs demandent alors aux 51 concurrents encore en course de rejoindre Monaco par la route la plus directe, annulant les spéciales du col de la Porte et de la Cabanette. Au terme du parcours commun, dominé par les Alpine, Andruet possède une avance de près de deux minutes sur son coéquipier Andersson et plus de trois minutes sur Nicolas. Respectivement quatrième et sixième, les Escort de Mikkola et Mäkinen mènent largement le Groupe 2, alors que Gérard Larrousse (Alfa Romeo 2000 GTV), douzième au général, a pris la tête du Groupe 1 dès le premier secteur chronométré.

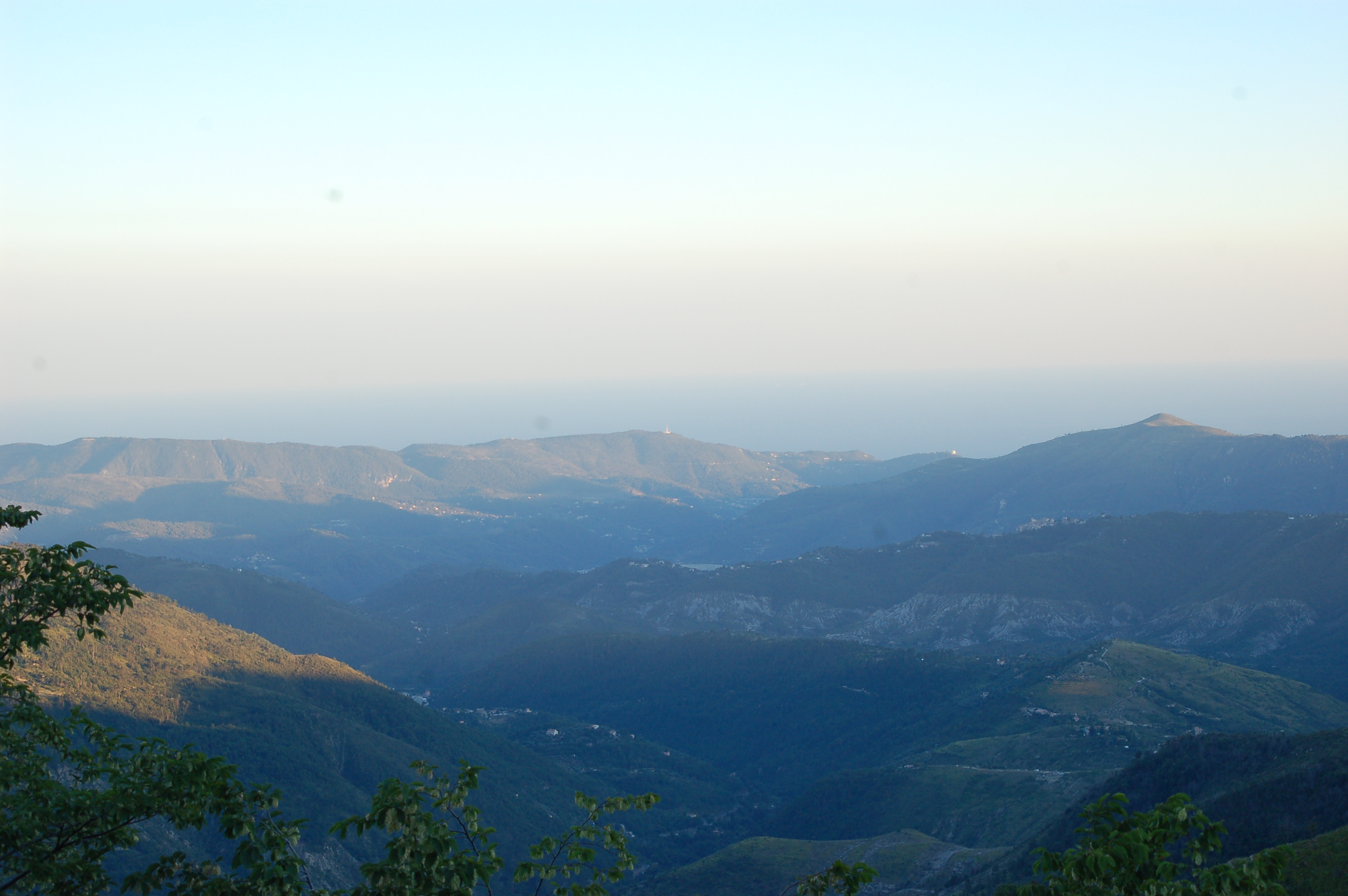
Panorama depuis la Cabanette, dernière spéciale du parcours commun, annulée par les organisateurs.

| Pos. | Pilote              | Copilote            | Voiture                | Temps           | Écart        | Groupe |
| ---- | ------------------- | ------------------- | ---------------------- | --------------- | ------------ | ------ |
| 1    | Jean-Claude Andruet | « Biche »           | Alpine A110 1800       | 3 h 25 min 04 s |              | 4      |
| 2    | Ove Andersson       | Jean Todt           | Alpine A110 1800       | 3 h 26 min 48 s | + 1 min 44 s | 4      |
| 3    | Jean-Pierre Nicolas | Michel Vial         | Alpine A110 1800       | 3 h 28 min 10 s | + 3 min 06 s | 4      |
| 4    | Hannu Mikkola       | Jim Porter          | Ford Escort RS1600     | 3 h 28 min 29 s | + 3 min 25 s | 2      |
| 5    | Jean-Luc Thérier    | Marcel Callewaert   | Alpine A110 1800       | 3 h 28 min 38 s | + 3 min 34 s | 4      |
| 6    | Timo Mäkinen        | Henry Liddon        | Ford Escort RS1600     | 3 h 29 min 25 s | + 4 min 21 s | 2      |
| 7    | Jean-François Piot  | Jean-Louis Marnat   | Alpine A110 1800       | 3 h 29 min 43 s | + 4 min 39 s | 4      |
| 8    | Rauno Aaltonen      | Paul Easter         | Datsun 240 Z           | 3 h 32 min 01 s | + 6 min 57 s | 4      |
| 9    | Raffaele Pinto      | Arnaldo Bernacchini | Fiat 124 Rallye 1800   | 3 h 33 min 17 s | + 8 min 13 s | 4      |
| 10   | Harry Källström     | Claes Billstam      | Lancia Fulvia coupé HF | 3 h 33 min 58 s | + 8 min 54 s | 4      |

### Du 25 au 26 janvier: épreuve complémentaire

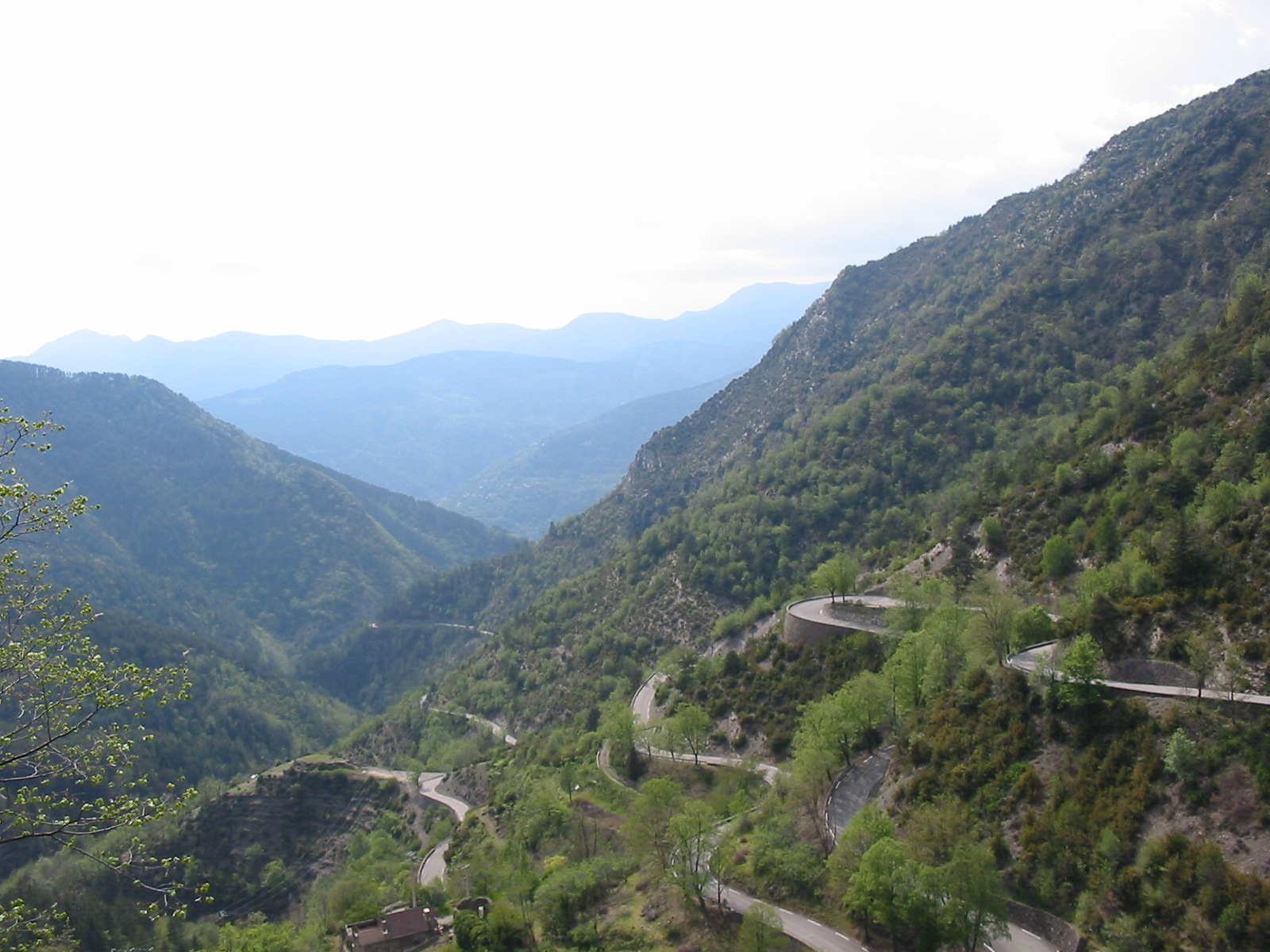
La spéciale du col de Turini, disputée à trois reprises au cours de l'épreuve complémentaire.

Le final du Monte-Carlo se déroule la nuit du jeudi au vendredi. Chez Alpine, qui tient alors les trois premières places, des consignes de prudence ont été données afin d'éviter une lutte fratricide. Second à 1 min 44 s de Jean-Claude Andruet, Ove Andersson (vainqueur ici-même deux ans plus tôt) est toutefois bien décidé à aller chercher la victoire : sept spéciales restent à parcourir, il lui faut reprendre quinze secondes par secteur chronométré ! Dans le col de la Madone (18 km), où la route est sèche, il réalise le meilleur temps devant les quatre autres Alpine officielles, reprenant dix-neuf secondes à Andruet qui a préféré assurer. L'épreuve suivante est le col de Turini, que les concurrents vont courir à trois reprises. Le col est enneigé et les pneus cloutés sont montés. Ayant adopté un fort cloutage, les Alpine perdent du temps sur la partie sèche et c'est la Lancia d'Harry Källström qui se montre la plus rapide lors de la première montée. Sur le versant est, des spectateurs ont jeté de la neige sur la route, qui va piéger les premiers à s'élancer, dont Bernard Darniche (tête-à-queue) et surtout Jean-Luc Thérier qui sort, faussant le train avant de son Alpine, perdant la quatrième place qu'il venait de reprendre à Hannu Mikkola. Le pilote normand va devoir achever le rallye à vitesse réduite. Andersson a repris onze secondes à Andruet, réduisant son retard à 1 min 14 s. Mäkinen (Ford escort) a perdu une roue, incident qui lui coûte huit minutes de pénalisation et sa sixième place.
La spéciale du col de la Couillole se dispute sur le sec. Mäkinen peut exploiter toute la puissance de son Escort et réalise le meilleur temps, juste devant Andruet. Ce dernier a repris six secondes à Andersson, confortant sa première place. Il reste alors quatre épreuves chronométrées à disputées. Le Turini est abordé une seconde fois, dans le sens contraire. Alors que les positions en tête semblent établies, Andruet crève à l'arrière gauche après cinq kilomètres de spéciale. Il lui reste alors dix-huit kilomètres à parcourir jusqu'à la fin du secteur. Il choisit de continuer plutôt que de changer la roue. Malgré toute l'adresse dont il fait preuve dans ces conditions, il termine à plus de trois minutes et demie de Jean-François Piot (Alpine), qui a réalisé le meilleur temps. Andruet chute à la troisième place, à plus d'une minute d'Andersson. Le pilote suédois a également perdu du temps par suite d'un mauvais choix de pneus, mais avec cinquante-cinq secondes d'avance sur son coéquipier Jean-Pierre Nicolas il semble avoir course gagnée.
S'il lui parait désormais impossible d'aller chercher la victoire, Andruet espère toutefois ravir la seconde place à Nicolas. Dix secondes seulement séparent les deux hommes, qui réalisent tous deux le meilleur temps dans le second passage du col de la Couillole. Coup de théâtre, Andersson est sorti dans les derniers kilomètres, et a crevé deux pneus. Une erreur qui lui coûte quarante-cinq secondes. À deux spéciales de la fin, il ne compte plus que dix secondes d'avance sur Nicolas et vingt sur Andruet, rien n'est encore joué. Pour la troisième fois, les pilotes disputent le Turini. Pourtant à l'attaque, les pilotes d'Alpine sont devancés par l'Escort de Mäkinen. Andruet reprend trente-et-une secondes à Nicolas, trente-quatre à Andersson (qui a connu quelques soucis de moteur) et se repositionne en tête de la course.
La victoire va se décider dans les dix-huit kilomètres du col de la Madone. Seulement quatorze secondes séparent les deux premiers, et Andruet, dont l'Alpine a un disque de frein voilé, redoute cette épreuve qui convient bien au pilotage d'Andersson (le Suédois a réalisé le meilleur temps lors du premier passage, dans l'autre sens). Nicolas, sept secondes derrière Andersson, est à l’affût d'une erreur de ses coéquipiers. Portant le numéro 1, Bernard Darniche s'élance le premier : il réalise 16 min 31 s (le record dans ce sens est de 16 min 3 s, temps réalisé par Nicolas en 1970) ; sa dixième place au général étant acquise, il n'a pas vraiment attaqué. Le suivant est Mäkinen : 16 min 25 s, le record tient toujours. Thérier, dont l'Alpine a le train faussé, réalise 16 min 20 s. Vient ensuite la Fiat de Raffaele Pinto, numéro 5 : 16 min 8 s, le record n'est toujours pas battu. Lorsqu'Andersson (numéro quinze) s'élance, aucun n'a fait mieux que l'Italien. Le Suédois joue le tout pour le tout ; il accomplit le parcours en 15 min 23 s, pulvérisant le record de quarante secondes. Copilote du Suédois, Jean Todt calcule qu'Andruet doit réaliser un minimum de 15 min 36 s pour gagner. Le suspens est à son comble. Lorsque l'Alpine numéro dix-huit se présente à l'arrivée de la spéciale, c'est la stupéfaction : 15 min 11 s, douze secondes gagnées sur Andersson en dix-huit kilomètres, un authentique exploit pour l'équipage Andruet-« Biche » qui s'adjuge la victoire après bien des péripéties. Nicolas, quant à lui, n'a pu défendre ses chances : à court d'essence, il a dû effectuer la descente du col en roue libre. Il préserve néanmoins sa troisième place, assurant le triplé Alpine, devant l'Escort de Mikkola, vainqueur du Groupe 2. Pour une seconde, Thérier préserve sa cinquième place devant Piot, premier privé. En Groupe 1, Gérard Larrousse (Alfa Romeo) s'impose après avoir mené de bout en bout, malgré une pénalité de cinq minutes due à une crevaison, tandis que Jacques Henry remporte le Groupe 3 sur son Alpine 1600.

### Classements intermédiaires
Classements intermédiaires des pilotes après chaque épreuve spéciale.
Les épreuves spéciales 10 (Col de la Porte) et 11 (La Cabanette) ont été annulées.

### Classement général

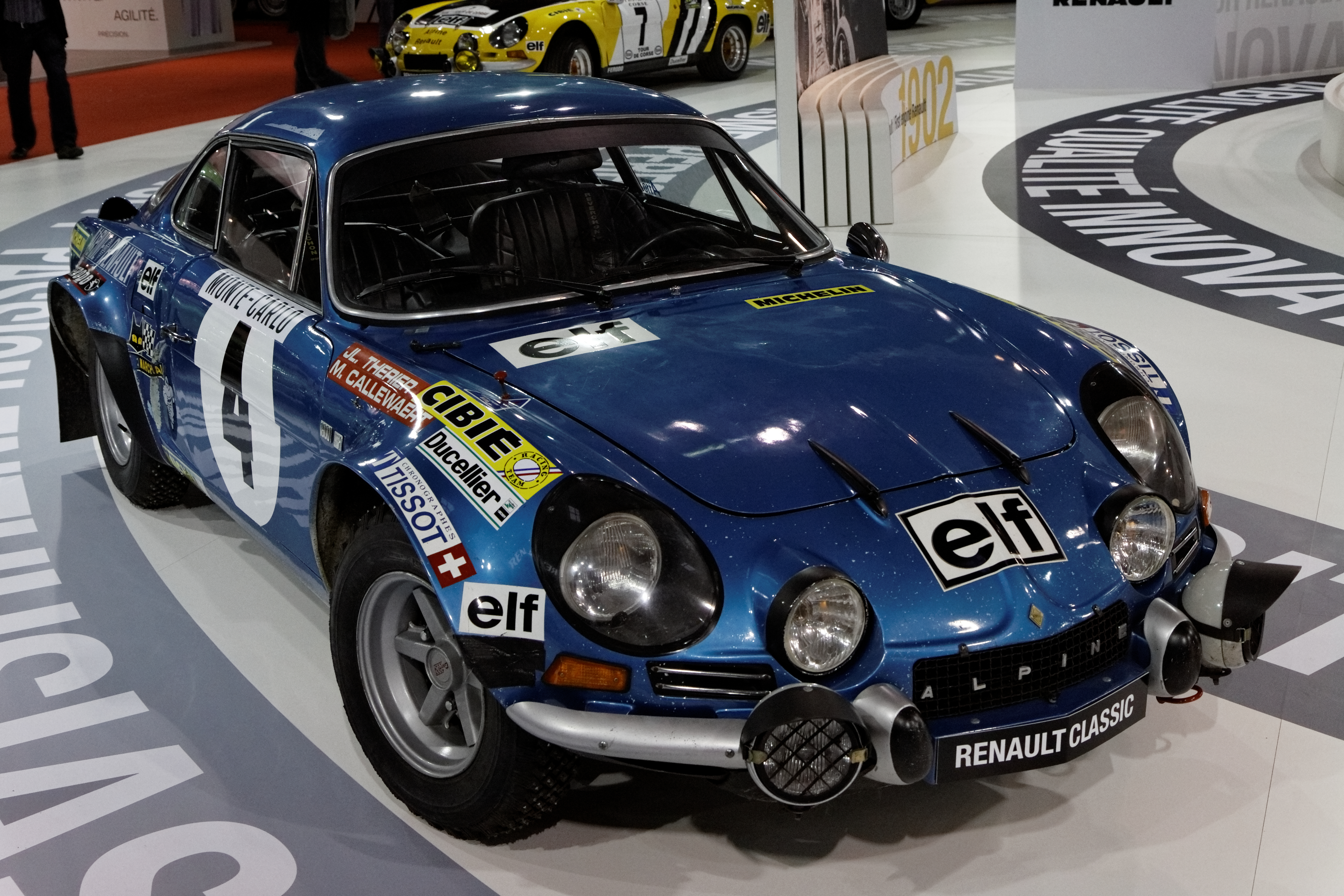
Succès d'Alpine qui réalise le triplé et place cinq voitures dans les six premières

| Pos | no | Pilote              | Copilote            | Voiture                | Écurie               | Temps           | Écart         | Groupe |
| --- | -- | ------------------- | ------------------- | ---------------------- | -------------------- | --------------- | ------------- | ------ |
| 1   | 18 | Jean-Claude Andruet | « Biche »           | Alpine A110 1800       | Alpine Renault       | 5 h 42 min 04 s |               | 4      |
| 2   | 15 | Ove Andersson       | Jean Todt           | Alpine A110 1800       | Alpine Renault       | 5 h 42 min 30 s | + 26 s        | 4      |
| 3   | 21 | Jean-Pierre Nicolas | Michel Vial         | Alpine A110 1800       | Alpine Renault       | 5 h 43 min 39 s | + 1 min 35 s  | 4      |
| 4   | 20 | Hannu Mikkola       | Jim Porter          | Ford Escort RS1600     | Ford Grande-Bretagne | 5 h 44 min 29 s | + 2 min 25 s  | 2      |
| 5   | 4  | Jean-Luc Thérier    | Marcel Callewaert   | Alpine A110 1800       | Alpine Renault       | 5 h 46 min 01 s | + 3 min 57 s  | 4      |
| 6   | 23 | Jean-François Piot  | Jean-Louis Marnat   | Alpine A110 1800       | engagement privé     | 5 h 46 min 02 s | + 3 min 58 s  | 4      |
| 7   | 5  | Raffaele Pinto      | Arnaldo Bernacchini | Fiat 124 Rallye 1800   | Fiat                 | 5 h 52 min 14 s | + 10 min 10 s | 4      |
| 8   | 16 | Harry Källström     | Claes Billstam      | Lancia Fulvia coupé HF | Scuderia Lancia      | 5 h 52 min 15 s | + 10 min 11 s | 4      |
| 9   | 17 | Tony Fall           | Mike Wood           | Datsun 240 Z           | Nissan Motors        | 5 h 55 min 47 s | + 13 min 43 s | 4      |
| 10  | 1  | Bernard Darniche    | Alain Mahé          | Alpine A110 1800       | Alpine Renault       | 5 h 57 min 08 s | + 15 min 04 s | 4      |

### Classements par groupe

#### Groupe 1
| Pos | no | Pilote           | Copilote             | Voiture             | Temps           | Écart         | Class. général    |
| --- | -- | ---------------- | -------------------- | ------------------- | --------------- | ------------- | ----------------- |
| 1   | 24 | Gérard Larrousse | Christian Delferrier | Alfa Romeo 2000 GTV | 6 h 15 min 33 s |               | 19e à 33 min 29 s |
| 2   | 27 | Guy Chasseuil    | Christian Baron      | BMW 2002 TI         | 6 h 29 min 17 s | + 13 min 44 s | 24e à 47 min 13 s |
| 3   | 31 | Henry Greder     | Henri Duclos         | Opel Ascona SR      | 6 h 30 min 19 s | + 14 min 46 s | 25e à 48 min 15 s |

#### Groupe 2
| Pos | no | Pilote             | Copilote        | Voiture            | Temps           | Écart         | Class. général    |
| --- | -- | ------------------ | --------------- | ------------------ | --------------- | ------------- | ----------------- |
| 1   | 20 | Hannu Mikkola      | Jim Porter      | Ford Escort RS1600 | 5 h 44 min 29 s |               | 4e à 2 min 25 s   |
| 2   | 3  | Timo Mäkinen       | Henry Liddon    | Ford Escort RS1600 | 5 h 57 min 51 s | + 13 min 22 s | 11e à 15 min 47 s |
| 3   | 30 | Lillebror Nasenius | Björn Cederberg | Opel Ascona        | 6 h 02 min 36 s | + 18 min 07 s | 12e à 20 min 32 s |

#### Groupe 3
| Pos | no | Pilote            | Copilote        | Voiture          | Temps           | Écart         | Class. général        |
| --- | -- | ----------------- | --------------- | ---------------- | --------------- | ------------- | --------------------- |
| 1   | 33 | Jacques Henry     | Dominique Thiry | Alpine A110 1600 | 6 h 21 min 25 s |               | 22e à 39 min 21 s     |
| 2   | 49 | Alex Vineis       | Oswald Péri     | Alpine A110 1600 | 6 h 58 min 58 s | + 37 min 33 s | 32e à 1 h 16 min 54 s |
| 3   | 69 | Marianne Hoepfner | Yveline Vanoni  | Alpine A110 1600 | 7 h 07 min 42 s | + 46 min 17 s | 34e à 1h 25 min 38 s  |

#### Groupe 4
| Pos | no | Pilote              | Copilote    | Voiture          | Temps           | Écart        | Class. général   |
| --- | -- | ------------------- | ----------- | ---------------- | --------------- | ------------ | ---------------- |
| 1   | 18 | Jean-Claude Andruet | « Biche »   | Alpine A110 1800 | 5 h 42 min 04 s |              | Vainqueur absolu |
| 2   | 15 | Ove Andersson       | Jean Todt   | Alpine A110 1800 | 5 h 42 min 30 s | + 26 s       | 2e à 26 s        |
| 3   | 21 | Jean-Pierre Nicolas | Michel Vial | Alpine A110 1800 | 5 h 43 min 39 s | + 1 min 35 s | 3e à 1 min 35 s  |

### Équipages de tête
- ES1 :  Sandro Munari -  Mario Mannucci (Lancia Fulvia coupé HF) et  Hannu Mikkola -  Jim Porter (Ford Escort RS1600)
- ES2 à 3 :  Hannu Mikkola -  Jim Porter (Ford Escort RS1600)
- ES4 à 14 :  Jean-Claude Andruet -  « Biche » (Alpine A110 1800)
- ES15 à 16 :  Ove Andersson -  Jean Todt (Alpine A110 1800)
- ES17 à 18 :  Jean-Claude Andruet -  « Biche » (Alpine A110 1800)

### Vainqueurs d'épreuves spéciales
- Jean-Claude Andruet -  « Biche »» (Alpine A110 1800) : 5 spéciales (ES2, 4, 7, 16 et 18)
- Bernard Darniche -  Alain Mahé (Alpine A110 1800) : 3 spéciales (ES5, 8 et 9)
- Hannu Mikkola -  Jim Porter (Ford Escort RS1600) : 2 spéciales (ES1 et 3)
- Sandro Munari -  Mario Mannucci (Lancia Fulvia coupé HF) : 2 spéciales (ES1 et 6)
- Timo Mäkinen -  Henry Liddon (Ford Escort RS1600) : 2 spéciales (ES14 et 17)
- Jean-Luc Thérier -  Marcel Callewaert (Alpine A110 1800) : 1 spéciale (ES2)
- Ove Andersson -  Jean Todt (Alpine A110 1800) : 1 spéciale (ES12)
- Harry Källström -  Claes Billstam (Lancia Fulvia coupé HF) : 1 spéciale (ES13)
- Jean-François Piot -  Jean-Louis Marnat (Alpine A110 1800) : 1 spéciale (ES15)
- Jean-Pierre Nicolas -  Michel Vial (Alpine A110 1800) : 1 spéciale (ES16)

## Résultats des principaux engagés
| no | Pilote                | Copilote              | Voiture                | Groupe | Class. général                  | Class. groupe | Commentaire                                     |
| -- | --------------------- | --------------------- | ---------------------- | ------ | ------------------------------- | ------------- | ----------------------------------------------- |
| 1  | Bernard Darniche      | Alain Mahé            | Alpine A110 1800       | 4      | 10e à 15 min 04 s               | 9e            | perte de 10 min dans ES4 (congères)             |
| 2  | Björn Waldegård       | Hans Thorszelius      | Fiat 124 Rallye 1800   | 4      | ab. dans ES4 (sortie)           | -             |                                                 |
| 3  | Timo Mäkinen          | Henry Liddon          | Ford Escort RS1600     | 2      | 11e à 15 min 47 s               | 2e            | 8 min de pénalité après ES13 (perte d’une roue) |
| 4  | Jean-Luc Thérier      | Marcel Callewaert     | Alpine A110 1800       | 4      | 5e à 3 min 57 s                 | 4e            | 1 min de pénalité (parcours commun)             |
| 5  | Raffaele Pinto        | Arnaldo Bernacchini   | Fiat 124 Rallye 1800   | 4      | 7e à 10 min 10 s                | 6e            |                                                 |
| 6  | Simo Lampinen         | Piero Sodano          | Lancia Fulvia coupé HF | 4      | ab. dans ES4 (moteur)           | -             |                                                 |
| 7  | Jean Ragnotti         | Jacques Jaubert       | Renault 12 Gordini     | 2      | 15e à 28 min 53 s               | 5e            |                                                 |
| 8  | Alcide Paganelli      | ‘Ninni’ Russo         | Fiat 124 Rallye 1800   | 4      | ab. dans ES2 (boîte)            | -             |                                                 |
| 10 | Rauno Aaltonen        | Paul Easter           | Datsun 240 Z           | 4      | 18e à 32 min 39 s               | 11e           |                                                 |
| 11 | Sandro Munari         | Mario Mannucci        | Lancia Fulvia coupé HF | 4      | ab. dans ES8 (sortie)           | -             |                                                 |
| 12 | Chris Slater          | John Davenport        | Ford Escort RS1600     | 2      | 16e à 29 min 16 s               | 6e            |                                                 |
| 14 | Sergio Barbasio       | Gino Macaluso         | Fiat 124 Rallye 1800   | 4      | ab. dans ES5 (boîte)            | -             |                                                 |
| 15 | Ove Andersson         | Jean Todt             | Alpine A110 1800       | 4      | 2e à 26 s                       | 2e            |                                                 |
| 16 | Harry Källström       | Claes Billstam        | Lancia Fulvia coupé HF | 4      | 8e à 10 min 11 s                | 7e            |                                                 |
| 17 | Tony Fall             | Mike Wood             | Datsun 240 Z           | 4      | 9e à 13 min 43 s                | 8e            |                                                 |
| 18 | Jean-Claude Andruet   | « Biche »             | Alpine A110 1800       | 4      | 1er                             | 1er           | perte de 3 min 30 s dans ES15 (crevaison)       |
| 19 | Amilcare Ballestrieri | Silvio Maiga          | Lancia Fulvia coupé HF | 4      | ab. dans ES8 (moteur)           | -             |                                                 |
| 20 | Hannu Mikkola         | Jim Porter            | Ford Escort RS1600     | 2      | 4e à 2 min 25 s                 | 1er           |                                                 |
| 21 | Jean-Pierre Nicolas   | Michel Vial           | Alpine A110 1800       | 4      | 3e à 1 min 35 s                 | 3e            | panne sèche dans ES18                           |
| 22 | Walter Röhrl          | Jochen Berger         | Opel Commodore GS/E    | 2      | 45e à 4 h 28 min 57 s           | 22e           | ab. après ES17 (demi-arbre), mais classé        |
| 23 | Jean-François Piot    | Jean-Louis Marnat     | Alpine A110 1800       | 4      | 6e à 3 min 58 s                 | 5e            |                                                 |
| 24 | Gérard Larrousse      | Christian Delferrier  | Alfa Romeo 2000 GTV    | 1      | 19e à 33 min 29 s               | 1er           | 5 min de pénalité (épreuve complémentaire)      |
| 25 | Peter Hommel          | Günter Bork           | Wartburg 353           | 2      | 38e à 1 h 42 min 51 s           | 18e           | 15 min de pénalité (épreuve complémentaire)     |
| 27 | Guy Chasseuil         | Christian Baron       | BMW 2002 TI            | 1      | 24e à 47 min 13 s               | 2e            | 10 min de pénalité (commun et complémentaire)   |
| 28 | Marie-Claude Beaumont | Christine Giganot     | Opel Ascona            | 2      | ab. le 1er jour (pompe à eau)   | -             |                                                 |
| 29 | Pat Moss-Carlsson     | Elizabeth Crellin     | Alpine A110 1800       | 4      | 47e à 4 h 58 min 19 s           | 15e           | ab. après ES16 (boîte), mais classée            |
| 30 | Lillebror Nasenius    | Björn Cederberg       | Opel Ascona            | 2      | 12e à 20 min 32 s               | 3e            | 2 min de pénalité (parcours commun)             |
| 31 | Henry Greder          | Henri Duclos          | Opel Ascona SR         | 1      | 25e à 48 min 15 s               | 3e            |                                                 |
| 32 | Claude Laurent        | Jacques Marché        | Daf 66                 | 2      | 30e à 1 h 06 min 23 s           | 12e           | 10 min de pénalité (épreuve complémentaire)     |
| 33 | Jacques Henry         | Dominique Thiry       | Alpine A110 1600       | 3      | 22e à 39 min 21 s               | 1er           | 3 min de pénalité (commun et complémentaire)    |
| 34 | Bernard Fiorentino    | Maurice Gélin         | Simca 1000 Rallye 2    | 2      | 21e à 37 min 04 s               | 9e            | 2 min de pénalité (épreuve complémentaire)      |
| 36 | Bob Wollek            | Pierre Thimonier      | Alpine A110 1800       | 4      | 14e à 24 min 33 s               | 10e           |                                                 |
| 39 | Claude Ballot-Léna    | Jean-Claude Morenas   | Alpine A110 1800       | 4      | 23e à 41 min 29 s               | 12e           | 1 min de pénalité (épreuve complémentaire)      |
| 40 | Christine Dacremont   | Marie-Odile Desvignes | Alpine A110 1600       | 3      | ab. dans ES5 (moteur)           | -             |                                                 |
| 43 | Jean-Claude Lagniez   | Martine Renier        | Alfa Romeo 2000 GTV    | 1      | 26e à 50 min 27 s               | 4e            | 2 min de pénalité (épreuve complémentaire)      |
| 44 | Anders Kulläng        | Claes-Göran Andersson | Opel Ascona            | 2      | 13e à 23 min 33 s               | 4e            |                                                 |
| 46 | Reinhard Hainbach     | Wulf Biebinger        | BMW 2002 TI            | 2      | 17e à 29 min 27 s               | 7e            |                                                 |
| 47 | Orlando Dall'Ava      | Sergio Maiga          | Lancia Fulvia coupé HF | 4      | ab. dans concentration (bielle) | -             |                                                 |
| 49 | Alex Vineis           | Oswald Péri           | Alpine A110 1600       | 3      | 32e à 1 h 16 min 54 s           | 2e            | 10 min de pénalité (épreuve complémentaire)     |
| 52 | Sylvia Österberg      | Inga-Lill Edenring    | Opel Ascona            | 2      | 28e à 52 min 22 s               | 10e           | 1 min de pénalité (épreuve complémentaire)      |
| 69 | Marianne Hoepfner     | Yveline Vanoni        | Alpine A110 1600       | 3      | 34e à 1 h 25 min 38 s           | 3e            | 10 min de pénalité (épreuve complémentaire)     |
| 79 | Patrick Tambay        | Gérard Marion         | Renault 12 Gordini     | 2      | 20e à 36 min 18 s               | 8e            |                                                 |

## Témoignage
La performance d'Andruet dans le col de la Madone, dernière épreuve spéciale du rallye, a particulièrement marqué «Biche», sa copilote :
« Je n'ai jamais vu une voiture aller aussi vite. On volait littéralement. C'était hallucinant, Jean-Claude était déchaîné. La plus petite faute nous aurait propulsés dans le décor. Il n'en a pas fait. C'est le genre de coup de génie dont Andruet a le secret. Nous avons fait un temps incroyable de 15'11" et remporté le Monte-Carlo. Andersson n'en est jamais revenu. »

## Classement du championnat à l'issue de la course
- attribution des points : 20, 15, 12, 10, 8, 6, 4, 3, 2, 1 respectivement aux dix premières marques de chaque épreuve (sans cumul, seule la voiture la mieux classée de chaque constructeur marque des points)
- seuls les huit meilleurs résultats (sur treize épreuves) sont retenus pour le décompte final des points[12].

| Pos. | Marque         | Points | M-C | SUE | POR | SAF | MAR | ACR | POL | FIN | AUT | SAN | PRE | RAC | COR |
| ---- | -------------- | ------ | --- | --- | --- | --- | --- | --- | --- | --- | --- | --- | --- | --- | --- |
| 1    | Alpine-Renault | 20     | 20  |     |     |     |     |     |     |     |     |     |     |     |     |
| 2    | Ford           | 10     | 10  |     |     |     |     |     |     |     |     |     |     |     |     |
| 3    | Fiat           | 4      | 4   |     |     |     |     |     |     |     |     |     |     |     |     |
| 4    | Lancia         | 3      | 3   |     |     |     |     |     |     |     |     |     |     |     |     |
| 5    | Datsun         | 2      | 2   |     |     |     |     |     |     |     |     |     |     |     |     |